# Seznam nejodebíranějších českých youtuberů
Seznam 50 nejodebíranějších českých youtuberů, jejichž kanály na portálu YouTube mají alespoň zhruba 470 tisíc odběratelů. Jsou zde pouze kanály s videoobsahem v češtině a působící převážně na české publikum. Seznam je aktualizován automaticky jednou za týden.
| Pořadí                               | Youtuber / YouTube kanál       | Počet odběratelů | Datum vytvoření    | Počet zhlédnutí |
| ------------------------------------ | ------------------------------ | ---------------- | ------------------ | --------------- |
| 1.                                   | Ara TV (více tvůrců)           | 2,11 milionu     | 16. srpna 2017     | 43 milionů      |
| 2.                                   | Tary                           | 1,63 milionu     | 4. června 2009     | 2,266 miliardy  |
| 3.                                   | MenT                           | 1,58 milionu     | 1. listopadu 2009  | 948 milionů     |
| 4.                                   | Stejk                          | 1,43 milionu     | 19. ledna 2010     | 863 milionů     |
| 5.                                   | HouseBox                       | 1,3 milionu      | 22. dubna 2011     | 902 milionů     |
| 6.                                   | GEJMR                          | 1,29 milionu     | 27. listopadu 2011 | 723 milionů     |
| 7.                                   | FIZIstyle                      | 1,28 milionu     | 3. ledna 2015      | 800 milionů     |
| 8.                                   | Jirka Král                     | 1,11 milionu     | 6. srpna 2012      | 376 milionů     |
| 9.                                   | Jon Marianek                   | 1,01 milionu     | 3. února 2012      | 313 milionů     |
| 10.                                  | PedrosGame                     | 1 milion         | 5. ledna 2012      | 380 milionů     |
| 11.                                  | Kovy                           | 1 milion         | 5. ledna 2014      | 268 milionů     |
| 12.                                  | Porty                          | 984 tisíc        | 1. října 2013      | 422 milionů     |
| 13.                                  | RiZiPlaysTV                    | 982 tisíc        | 23. října 2012     | 1,022 miliardy  |
| 14.                                  | SirYakari                      | 965 tisíc        | 25. září 2013      | 696 milionů     |
| 15.                                  | TVTwixx (více tvůrců)          | 920 tisíc        | 25. února 2012     | 398 milionů     |
| 16.                                  | FattyPillowTV                  | 897 tisíc        | 1. prosince 2014   | 303 milionů     |
| 17.                                  | Baxtrix                        | 893 tisíc        | 12. března 2014    | 782 milionů     |
| 18.                                  | Mishovy silenosti              | 883 tisíc        | 27. srpna 2012     | 229 milionů     |
| 19.                                  | VladaVideos                    | 792 tisíc        | 4. října 2013      | 190 milionů     |
| 20.                                  | Hoggy                          | 784 tisíc        | 7. května 2013     | 147 milionů     |
| 21.                                  | Wedry                          | 782 tisíc        | 13. ledna 2012     | 367 milionů     |
| 22.                                  | Attack                         | 718 tisíc        | 16. září 2012      | 295 milionů     |
| 23.                                  | TopTrendingCZ (více tvůrců)    | 699 tisíc        | 10. prosince 2015  | 364 milionů     |
| 24.                                  | Kluci z Prahy (více tvůrců)    | 694 tisíc        | 2. října 2020      | 167 milionů     |
| 25.                                  | Ben Cristovao                  | 662 tisíc        | 10. září 2009      | 468 milionů     |
| 26.                                  | petangames                     | 662 tisíc        | 2. února 2012      | 232 milionů     |
| 27.                                  | Vítek                          | 655 tisíc        | 18. června 2018    | 261 milionů     |
| 28.                                  | Agraelus                       | 636 tisíc        | 2. června 2010     | 420 milionů     |
| 29.                                  | Pokeccc                        | 632 tisíc        | 11. dubna 2019     | 335 milionů     |
| 30.                                  | Martin Malý - AtiShow          | 626 tisíc        | 11. února 2013     | 179 milionů     |
| 31.                                  | Pimps (více tvůrců)            | 612 tisíc        | 18. prosince 2014  | 185 milionů     |
| 32.                                  | NejFake                        | 604 tisíc        | 31. července 2009  | 158 milionů     |
| 33.                                  | MaTTem                         | 566 tisíc        | 12. prosince 2013  | 229 milionů     |
| 34.                                  | FlyGunCZ                       | 566 tisíc        | 12. listopadu 2009 | 176 milionů     |
| 35.                                  | Slza (více tvůrců)             | 556 tisíc        | 29. září 2014      | 344 milionů     |
| 36.                                  | Stay12                         | 556 tisíc        | 16. září 2014      | 212 milionů     |
| 37.                                  | Show Jana Krause (více tvůrců) | 548 tisíc        | 3. května 2011     | 587 milionů     |
| 38.                                  | VADAK                          | 543 tisíc        | 30. března 2012    | 81 milionů      |
| 39.                                  | Vidrail                        | 537 tisíc        | 11. ledna 2013     | 112 milionů     |
| 40.                                  | SmusaGames                     | 528 tisíc        | 24. února 2011     | 162 milionů     |
| 41.                                  | Jmenuju Se Martin              | 528 tisíc        | 29. března 2014    | 57 milionů      |
| 42.                                  | Hendysovo Doupě                | 527 tisíc        | 1. května 2015     | 200 milionů     |
| 43.                                  | Aik & Johanka (více tvůrců)    | 514 tisíc        | 14. května 2010    | 221 milionů     |
| 44.                                  | Anna Sulc                      | 497 tisíc        | 15. října 2011     | 167 milionů     |
| 45.                                  | PROJEKT CREEP                  | 496 tisíc        | 20. března 2012    | 223 milionů     |
| 46.                                  | Smusa                          | 494 tisíc        | 16. února 2013     | 48 milionů      |
| 47.                                  | Alkanhraje                     | 493 tisíc        | 21. dubna 2018     | 368 milionů     |
| 48.                                  | Bára Votíková                  | 493 tisíc        | 12. dubna 2015     | 115 milionů     |
| 49.                                  | EvilBender47                   | 488 tisíc        | 7. září 2007       | 230 milionů     |
| 50.                                  | Herdyn                         | 472 tisíc        | 7. října 2011      | 263 milionů     |
| Seznam je aktuální k 18. srpnu 2025. |                                |                  |                    |                 |